# 문영미 (1966년)
문영미(文英美, 1966년 5월 16일, 인천광역시 ~ )은 대한민국의 제5·6·7대 인천광역시 남구의원이었다.

## 학력
- 부평남국민학교 졸업
- 북인천여자중학교 졸업
- 인화여자고등학교 졸업
- 이화여자대학교 중어중문학과 학사 졸업

## 경력
- 인천광역시 남구 지역사회복지대표협의체 위원
- 인천광역시 남구 지역아동센터 대표
- 전국지역아동센터협의회 인천지부 자문위원
- 인천광역시 학교급식시민모임 운영위원회 위원
- 인천광역시 남구 시민사회단체연대회의 공동대표
- 인천광역시 남구의제21 사회복지분과위원회 위원
- 민주노동당 인천시당 남구 위원회 위원장
- 2006.07 ~ 2010.06 제5대 인천광역시 남구의회 의원
- 2006.07 ~ 2008.06 제5대 인천광역시 남구의회 전반기 사회도시위원회 위원
- 2006.07 ~ 2008.06 제5대 인천광역시 남구의회 전반기 예산결산특별위원회 위원
- 2008.07 ~ 2010.06 제5대 인천광역시 남구의회 후반기 총무위원회 간사
- 2008.07 ~ 2010.06 제5대 인천광역시 남구의회 전반기 의회운영위원회 위원
- 2008.07 ~ 2010.06 제5대 인천광역시 남구의회 후반기 예산결산특별위원회 간사
- 2010.07 ~ 2014.06 제6대 인천광역시 남구의회 의원
- 2010.07 ~ 2012.07 제6대 인천광역시 남구의회 전반기 총무위원회 위원장
- 2010.07 ~ 2012.07 제6대 인천광역시 남구의회 전반기 기획행정위원회 위원장
- 2012.07 ~ 2014.06 제6대 인천광역시 남구의회 후반기 의회운영위원회 위원
- 2012.07 ~ 2014.06 제6대 인천광역시 남구의회 후반기 기획행정위원회 위원
- 2012.07 ~ 2014.06 제6대 인천광역시 남구의회 후반기 예산결산특별위원회 위원
- 2012.09.13 통합진보당 탈당
- 2012.10.12 정의당 입당
- 2014.07 ~ 2018.06 제7대 인천광역시 남구의회 의원
- 2014.07 ~ 2016.07 제7대 인천광역시 남구의회 전반기 기획행정위원회 위원
- 2014.07 ~ 2016.07 제7대 인천광역시 남구의회 전반기 예산결산특별위원회 위원장
- 2015.07 ~ 2017.07 정의당 인천시당 부위원장
- 2016.07 ~ 2018.06 제7대 인천광역시 남구의회 후반기 기획행정위원회 위원장
- 2016.07 ~ 2018.06 제7대 인천광역시 남구의회 후반기 예산결산특별위원회 위원
- 2018.08 ~ 정의당 인천시당 부위원장
- 2018.08 ~ 정의당 인천시당 미추홀구 공동지역위원장

## 수상
- 2010 전국여성지방의원네트워크 전국여성지방의원 우수의원

## 역대 선거 결과
|  | 17.02% |

|  | 19.25% |

|  | 13.11% |

|  | 11.23% |

|  | 7.90% |

## 참고 자료
- 공식 블로그